# Chunpo-myeon
Chunpo-myeon (koreanska: 춘포면) är en socken i kommunen Iksan i provinsen Norra Jeolla i den centrala delen av Sydkorea, 180 km söder om huvudstaden Seoul.